# Mictopsichia
Mictopsichia is een geslacht van vlinders van de familie bladrollers (Tortricidae), uit de onderfamilie Chlidanotinae.

## Soorten
- M. argus Walsingham, 1897
- M. callicharis Meyrick, 1921
- M. durranti Walsingham, 1914
- M. fuesliniana (Stoll, 1781)
- M. gemmisparsana (Walker, 1863)
- M. godmani Walsingham, 1914
- M. hubneriana (Stoll, 1787)
- M. microctenota Meyrick, 1933
- M. miocentra Meyrick, 1920
- M. ornatissima (Dognin, 1909)
- M. pentargyra Meyrick, 1921
- M. periopta Meyrick, 1913
- M. renaudalis (Stoll, 1787)